# Yukiko Okada
Yukiko Okada (jap. 岡田 有希子 Okada Yukiko), właśc. Kayo Satō (jap. 佐藤 佳代 Satō Kayo; ur. 22 sierpnia 1967 w Ichinomiya zm. 8 kwietnia 1986 w Tokio) – japońska idolka i piosenkarka, która zyskała popularność w latach 80. XX wieku. 8 kwietnia 1986 roku, w wieku 18 lat popełniła samobójstwo, skacząc z budynku swojej agencji Sun Music.

## Życiorys

### Wczesne życie
Okada urodziła się 22 sierpnia 1967 roku w mieście Ichinomiya w prefekturze Aichi, a wychowała w dzielnicy Atsuta w Nagoi. Jako uczennica szkoły podstawowej marzyła o tym, by zostać malarką, mangaką lub powieściopisarką. Marzyła także o zostaniu idolką i aby to osiągnąć, w 1982 roku wzięła udział w programie „Star Tanjō!”. To właśnie w tym okresie zwróciła na siebie uwagę agencji Sun Music, do której należały m.in. Junko Sakurada i Seiko Matsuda. Jej celem w branży rozrywkowej było „stać się czołową gwiazdą reprezentującą Japonię na miarę Momoe Yamaguchi”.

### Debiut i rosnąca popularność
Zadebiutowała w show-biznesie w 1984 roku w wieku 16 lat, zdobywając 10 nagród dla debiutanta roku w tym Japan Record Awards. Po debiucie Okada włożyła mnóstwo wysiłku, uczęszczając na lekcje śpiewu i tańca, a jej urocza prezencja również zyskała spore zainteresowanie. Jej pierwszy występ telewizyjny w roli piosenkarki miał miejsce 25 marca 1984 roku, w ostatnim odcinku programu muzycznego TBS „The Hit Stage”. Pierwszy singel Okady zatytułowany „First Date” został wydany 21 kwietnia tego samego roku. 15 października zajęła 8. miejsce w programie muzycznym „The Top Ten”, a 18 października znalazła się na 10. miejscu w programie „The Best Ten”, osiągając tym samym swój cel od momentu zostania piosenkarką, jakim było „znalezienie się w pierwszej dziesiątce”.
Jej debiutancka trasa koncertowa „Kisses to the Heart” po kraju obejmowała 13 miast. Rozpoczęła się w poniedziałek, 25 marca 1985 roku w Sapporo, na Hokkaido, a zakończyła w niedzielę, 26 maja w Iwata, w prefekturze Shizuoka. Okada w tym samym roku wydała następne hity, takie jak „Futari Dake no Ceremony”, „Summer Beach”, „Kanashii Yokan” oraz „Love Fair”. Pod koniec 1985 roku, Okada wcieliła się w główną rolę w dramie „Kinjirareta Mariko”, grając postać Mariko, młodej kobiety ze zdolnościami parapsychicznymi i psychokinetycznymi, która zmagała się z osobistymi problemami i niepowodzeniami, jednocześnie usiłując pogodzić się z kryminalną przeszłością swojego ojca.
W 1986 roku dwa lata po debiucie jej piosenka „Kuchibiru Network”, napisana przez Seiko Matsudę i skomponowaną przez Ryuichi Sakamoto, stała się wielkim hitem, osiągając pierwsze miejsce na listach przebojów Oricon. Od 11 lutego do 2 marca w pięciu miastach odbyło się wydarzenie związane z uściskiem dłoni, a w Tokio podzielono je na dwie części, gromadząc 4000 fanów. Ostatnim ogólnokrajowym koncertem Okady był „Heart Jack”, który odbył się w dwóch miastach 5 kwietnia w Tokio i 6 kwietnia Nagoi.

### Śmierć
Rankiem 8 kwietnia 1986 roku Okada odkręciła gaz w swoim mieszkaniu i podcięła sobie nożem żyły. Choć przeżyła pierwszą próbę samobójczą, uratowana przez służby, które pojawiły się po otrzymaniu zgłoszenia o wyczuwalnym zapachu gazu, podjęła drugą tego samego dnia o godzinie 12:15, skacząc z dachu budynku, w którym mieściła się jej agencja, ponosząc śmierć na miejscu.
Tokio Fukada ówczesny dyrektor zarządzający Sun Music powiedział:

„Tego ranka otrzymałem telefon od założyciela Sun Music Hideyoshi Aizawy: „Yukiko ma kłopoty, proszę, natychmiast udaj się do szpitala Kita-Aoyama, aby ją odebrać”. Kiedy dotarłem do szpitala, znalazłem Yukiko płaczącą za zasłoną z nadgarstkiem owiniętym bandażem. Nie płakała głośno, ale raczej szlochała. Na szczęście była to tylko niewielka rana, więc lekarz powiedział mi, że nie ma potrzeby jej hospitalizować, a ja zabrałem Yukiko do taksówki. Zapytałem ją: „Gdzie chcesz jechać? Chcesz wrócić do domu rodziców w Nagoi? Chcesz iść do swojego mieszkania? A może do biura agencji?”. Powiedziała, że chce jechać do biura, więc pojechaliśmy do siedziby w Yotsuya”.

Następnie:

„Zabrałem Yukiko do biura prezesa na szóstym piętrze, gdzie mój asystent i ja trzymaliśmy się blisko niej. Po chwili odebrałem telefon od Aizawy, więc przeszedłem do sąsiedniego pokoju. Kiedy tam byłem, ona po cichu się wymknęła”.

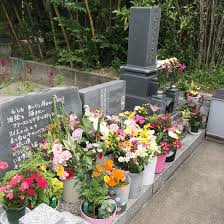
Grób Yukiko Okady

Okada wybiegła po schodach na dach budynku, zdjęła buty i skoczyła, odbierając sobie życie.
Powód samobójstwa nie jest jasny. Wówczas pojawiły się doniesienia, że przyczyną samobójstwa Okady mógł być jej związek ze znacznie starszym aktorem Tōru Minegishi, z którym zagrała w swojej ostatniej dramie. Tej nocy Minegishi zwołał konferencję prasową i zaprzeczył tym doniesieniom. Matka Okady również zaprzeczyła temu w opublikowanej później książce. Napisała, że to była nieodwzajemniona miłość.
W ciągu następnych kilku dni incydent był relacjonowany przez różne stacje telewizyjne. Programy informacyjne i rozrywkowe pokazywały ciało Okady na miejscu zdarzenia, szokując widzów.
Ciało Okady poddano kremacji, a prochy złożono do grobu w Inuyama w prefekturze Aichi.

## Syndrom Yukko
Jej samobójstwo wywołało serię podobnych zdarzeń, które stały się zjawiskiem społecznym znanym jako „syndrom Yukko”. W rezultacie ponad 30 osób popełniło samobójstwo w podobny sposób w ciągu jednego miesiąca, a sam problem był omawiany przez Zgromadzenie Narodowe. Co więcej, pojawiła się sugestia, że Okada mogła inspirować się 17-letnią idolką Yasuko Endō, która także odebrała sobie życie, skacząc z dachu dziesięć dni wcześniej. 
„Syndrom Yukko”, jako zjawisko ogólnokrajowe, wydaje się być spowodowany przez błyskawiczny, mocny i jednakowy sposób, w jaki śmierć Okady była w Japonii opisywana – z ogromną sensacją. Szokujące relacje z sekcji zwłok, doniesienia o mrocznych myślach kryjących się za promienistym uśmiechem i w oczach tak powszechnie znanej osoby, sprzedającej marzenia nastolatkom, musiały wywołać u innych, nawet niebędących jej fanami, poczucie beznadziei własnych rozczarowań.

## Dyskografia

### Singel
| #  | Data wydania        | Tytuł                                                                 | Najwyższa pozycja | Uwagi | Przy.  |
| #  | Data wydania        | Tytuł                                                                 | JPN (Oricon)      | Uwagi | Przy.  |
| -- | ------------------- | --------------------------------------------------------------------- | ----------------- | --- | ------ |
| 1  | 21 kwietnia 1984    | First Date (ファースト・デイト)                                       | 20                | | [ 23 ] |
| 2  | 18 lipca 1984       | Little Princess (リトル プリンセス)                                   | 14                | | [ 23 ] |
| 3  | 21 września 1984    | -Dreaming Girl- Koi, Hajimemashite (-Dreaming Girl- 恋、はじめまして) | 7                 | | [ 23 ] |
| 4  | 16 stycznia 1985    | Futari Dake no Ceremony (二人だけのセレモニー)                        | 4                 | | [ 23 ] |
| 5  | 17 kwietnia 1985    | Summer Beach                                                          | 5                 | | [ 23 ] |
| 6  | 17 lipca 1985       | Kanashii Yokan (哀しい予感)                                           | 7                 | | [ 23 ] |
| 7  | 5 października 1985 | Love Fair                                                             | 5                 | | [ 23 ] |
| 8  | 29 stycznia 1986    | Kuchibiru Network (くちびるNetwork)                                   | 1                 | | [ 23 ] |
| 9  | 14 maja 1986        | Hana no Image (花のイマージュ)                                        | –                 | Wydanie singla zostało odwołane po samobójstwie, a następnie opublikowane pośmiertnie po raz pierwszy wchodząc w skład box-setu Memorial Box w roku 1999 | [ 23 ] |
| 10 | 4 grudnia 2002      | Believe In You (2003 Strings Version)                                 | 63                | | [ 23 ] |

### Album studyjny
| # | Tytuł                            | Informacje                                                                                   | Najwyższa pozycja | Uwagi                                | Przy.  |
| # | Tytuł                            | Informacje                                                                                   | JPN (Oricon)      | Uwagi                                | Przy.  |
| - | -------------------------------- | -------------------------------------------------------------------------------------------- | ----------------- | ------------------------------------ | ------ |
| 1 | Cinderella (シンデレラ)          | - Wydany: 5 września 1984 - Wydawnictwo: Pony Canyon - Format: CD, LP, CC, digital download  | 7                 | Płyta CD ukazała się 21 grudnia 1984 | [ 23 ] |
| 2 | Fairy                            | - Wydany: 21 marca 1985 - Wydawnictwo: Pony Canyon - Format: CD, LP, CC, digital download    | 2                 |                                      | [ 23 ] |
| 3 | Jyuugatsu no Ningyo (十月の人魚) | - Wydany: 18 września 1985 - Wydawnictwo: Pony Canyon - Format: CD, LP, CC, digital download | 4                 |                                      | [ 23 ] |
| 4 | Venus Tanjou (ヴィーナス誕生)    | - Wydany: 21 marca 1986 - Wydawnictwo: Pony Canyon - Format: CD, LP, CC, digital download    | 5                 |                                      | [ 23 ] |

## Filmografia

### Dramy
| Rok  | Tytuł                                                 | Rola           | Stacja telewizyjna | Uwagi                             |
| ---- | ----------------------------------------------------- | -------------- | ------------------ | --------------------------------- |
| 1969 | Miai Renai (見合い恋愛)                               |                | NTV                | Odc. 1                            |
| 1985 | Sanada Taiheiki (真田太平記)                          | Kikuhime       | NHK                |                                   |
| 1985 | Kaguyahime Tonde Shotaiken?! (かぐや姫とんで初体験?!) | Miru / Hinako  | Fuji TV            | Główna rola, jednoodcinkowa drama |
| 1985 | Kinjirareta Mariko (禁じられたマリコ)                 | Mariko Sugiura | TBS                | Główna rola                       |

### Filmy
| Rok  | Tytuł                               | Rola | Uwagi |
| ---- | ----------------------------------- | ---- | ----- |
| 1967 | Owarinaki inochi o (終りなき生命を) |      |       |